# Vaccaria hispanica
Vaccaria hispanica là loài thực vật có hoa thuộc họ Cẩm chướng. Loài này được (Mill.) Rauschert miêu tả khoa học đầu tiên năm 1965.